# میلز، شهرستان میدلند، میشیگان
میلز (به انگلیسی: Mills Township) یک منطقهٔ مسکونی در ایالات متحده آمریکا است که در شهرستان دانیلز، میشیگان واقع شده‌است.
 میلز ۹۳٫۲ کیلومتر مربع مساحت و ۱٬۸۷۱ نفر جمعیت دارد و ۲۰۶ متر بالاتر از سطح دریا واقع شده‌است.